# 锦山镇 (文昌市)
锦山镇是中华人民共和国海南省文昌市下辖的一个镇。

## 行政区划
锦山镇下辖以下村级行政区划单位：
锦山墟社区、湖山墟社区、枋春村、锦山村、坑口村、录家村、罗民村、南拔村、南坑村、南山村、排港村、桥坡村、山雅村、上洪村、下园村、新室村、园堆村、下溪坡村、良家庄村、乐安村、鉴山村、福坡村、茶园村、湖山村、湖清村、湖大村、湖心村、溪尾村和花园村。